# Žetale
Žetale – wieś w Słowenii, siedziba gminy Žetale. W 2018 roku liczyła 356 mieszkańców.